# Allen Newell
Allen Newell (San Francisco, 19. ožujka 1927. — Pittsburgh, 19. srpnja 1992.) je bio američki znanstvenik, jedan od osnivača područja umjetne inteligencije.
Njegova polja rada bila su računarstvo i kognitivna psihologija, a radio je za korporaciju RAND pri Sveučilištu Carnegie Mellon. Pridonio je razvoju Information Processing Language-a (1956.) i dvjema ranijim AI programima, stroj logičke teorije (1956.) te opći rješavač problema (1957.) (zajedno s Herbertom A. Simonom). Godine 1975., nagrađen je ACM-ovom Turingovom nagradom, za doprinos razvoju umjetne inteligencije i psihologije ljudske kognicije.

## Raniji radovi
Newell je diplomirao fiziku na Stanfordu. Postdiplomski studij je nastavio u periodu 1949. — 1950. na Princetonu, gdje je studirao matematiku.
Zbog rane izloženosti dotad nepoznatom podučju teorije igara i iskustvu sa studija matematike, bio je uvjeren da bi mu kombinacija eksperimenta i teoretskog istraživanja više odgovarala nego čista matematika.
Godine 1950. napušta Princeton i pridružuje se korporaciji RAND Santa Monici, gdje je, prema vlastitom kazivanju, radio u "grupi koja je istraživala logističke probleme za Air Force. Njegov rad s Josephom Kruskalom doveo je do stvaranja 2 teorije: Model za teoriju organizacije (en. Model for Organization Theory) i Formuliranje preciznih koncepata u teoriji organizacije (en. Formulating Precise Concepts in Organization Theory). Newell je kasnije doktorirao na sveučilištu Carnegie Mellon pod mentorstvom Herberta Simona.
Nakon toga, Newel se, po vlastitom kazivanju, "okreće osmišljavanju i pokretanju laboratorijskih eksperimenata na temu odlučivanja u malim grupama". No, nije bio zadovoljan s točnošću i validnošću rezultata koji su proizašli iz ovih ograničenih istraživanja. Pridružio se kolegama iz RAND-a (John Kennedy, Bob Chapman i Bill Biel) na projektu sustava ranog upozoravanja (en. Early warning system za Air Force, gdje je proučavao organizacijske procese kod letačkih posada. Godine 1952. su dobili financijsku potporu za izgradnju simulatora kojim bi ispitali i analizirali interakcije u pilotskoj kabini, vezane za donošenje odluka i rukovanje informacijama. Iz ovih istraživanja, Newel je došao do ideje da je obrada informacija središnja aktivnost u organizaciji.

## Poveznice
- Popis pionira računarstva

## Vanjske poveznice

### Daljnje čitanje
- Oral history interview with Allen Newell at Charles Babbage Institute, University of Minnesota, Minneapolis.  Newell discusses his entry into computer science, funding for computer science departments and research, the development of the Computer Science Department at Carnegie Mellon University, including the work of Alan Perlis and Raj Reddy, and the growth of the computer science and artificial intelligence research communities.  Compares computer science programs at Stanford, MIT, and Carnegie Mellon.
- Full-text digital archive of Allen Newell papers
  - Biography
- Mind Models online Artificial Intelligence exhibit
- Publications by Allen Newell from Interaction-Design.org
- Allen Newell  Arhivirana inačica izvorne stranice od 7. listopada 2012. (Wayback Machine) by Gualtiero Piccinini in New Dictionary of Scientific Biography, Thomson Gale, ed.